# Proliferação nuclear
Proliferação nuclear é a disseminação de armas nucleares, materiais físseis e de informação e tecnologia nuclear para nações que não são reconhecidas como "Países com armamento nuclear" pelo Tratado de Não Proliferação de Armas Nucleares (TNP). Especialistas em proliferação nuclear reconhecidos, como Etel Solingen, da Universidade da Califórnia em Irvine, sugerem que a decisão dos Estados em construir armas nucleares é largamente determinada pelos interesses das coligações políticas nacionais que os regem. 
A proliferação foi contestada por muitas nações com e sem armas nucleares, governos que temem que mais países com armas nucleares pode aumentar a probabilidade de que uma guerra nuclear, além de desestabilizar as relações internacionais ou regionais. ou infringir a soberania nacional dos Estados. 
Quatro países, além dos cinco que são reconhecidos por terem armas nucleares adquiriram, ou se presume terem adquirido, armas nucleares: Índia, Paquistão, Coreia do Norte e Israel. Nenhum destes quatro é parte do TNP. Embora a Coreia do Norte tenha aderido ao TNP em 1985, o país retirou-se do tratado em 2003 e conduziu testes nucleares em 2006, em 2009 e em 2013. Uma das críticas ao TNP é que ele é discriminatório ao reconhecer apenas os países que testaram armas nucleares antes de 1968 e ao exigir que todos os outros Estados que aderiram ao tratado renunciem desta tecnologia. 
A pesquisa e o desenvolvimento de armas nucleares foi realizado durante a Segunda Guerra Mundial pelos Estados Unidos (em cooperação com Reino Unido e Canadá), também pela Alemanha Nazista, pelo Império do Japão e União Soviética. Os Estados Unidos foram o primeiro e é o único país a ter usado armas nucleares em combate, quando usou dois artefatos nucleares contra o Japão, em agosto de 1945. Depois de terem perdido a guerra, a Alemanha e o Japão deixaram de desenvolver qualquer pesquisa sobre armas nucleares. Em agosto de 1949, a URSS testou uma arma nuclear. O Reino Unido testado uma arma nuclear em outubro de 1952, a França desenvolveu uma arma nuclear em 1960, a República Popular da China detonou uma bomba nuclear em 1964 (Teste 596), a Índia explodiu um dispositivo nuclear em 1974 (Smiling Buddha) e o Paquistão testou uma arma em 1998 (Chagai-I), enquanto a Coreia do Norte realizou um teste nuclear em 2006.

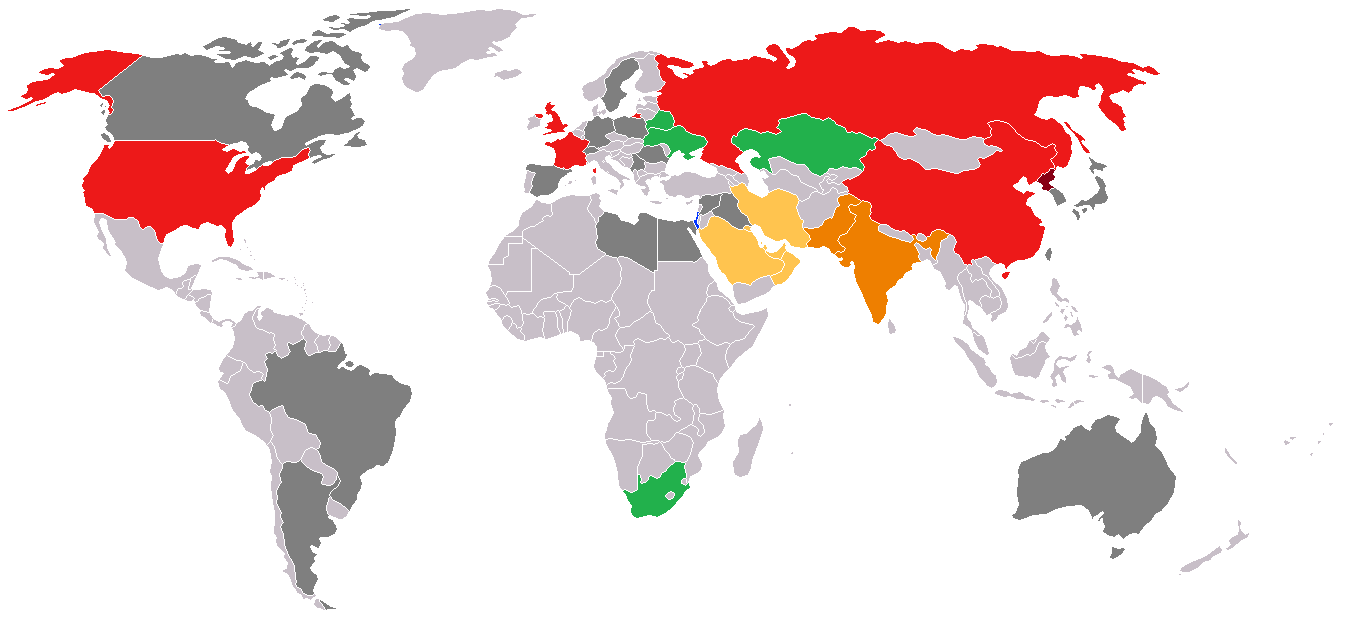
Mapa-múndi dos países com armamento nuclear representados por cor.
Cinco "Estados com armas nucleares" pelo TNP
Outros Estados conhecidos por terem armas nucleares
Estados que já possuíram armas nucleares
Estados que são suspeitos de estarem desenvolvendo armas/programas nucleares
Estados que já tiveram armas e/ou programas de pesquisa nuclear
Estados que possuem armas nucleares, mas que ainda não as adotaram